# Art Marcum
Art Marcum est un scénariste américain. Il est parfois crédité sous son nom complet Arthur Marcum.

## Filmographie

### Scénariste
- 2008 : Iron Man de Jon Favreau
- 2008 : Punisher : Zone de guerre (Punisher: War Zone)
- 2017 : Transformers: The Last Knight de Michael Bay
- 2018 : Bumblebee de Travis Knight
- 2019 : Men in Black International de F. Gary Gray
- 2021 : Uncharted de Ruben Fleischer
- 2024 : Kraven the Hunter de J. C. Chandor

## Distinctions

### Nominations
- Saturn Award :
  - Saturn Award du meilleur scénario 2009 (Iron Man)
- Prix Hugo :
  - Prix Hugo du meilleur film 2009 (Iron Man)
- USC Scripter Award (en) :
  - USC Scripter Award 2009 (Iron Man)